# Жуан Педру Лоурейру да Кошта
Жуан Педру Лоурейру да Кошта (порт. João Pedro Loureiro da Costa, нар. 26 березня 2000, Повуа-де-Варзін, Португалія) — португальський футболіст, фланговий захисник грецького клубу «Олімпіакос».

## Ігрова кар'єра

### Клубна
Коштінья починав займатися футболом в академії клубу «Порту». У 2017 році він приєднався до молодіжної команди «Ріу Аве». В травні 2018 року підписав з клубом перший професійний контракт. 29 листопада 2020 року у матчі чемпіонату Португалії проти «Жил Вісенте» Коштінья дебютував на професійному рівні.
В липні 2024 року Коштінья перейшов до грецького «Олімпіакоса», з яким підписав чотирирічний контракт.

### Збірна
В 2019 році в складі юнацької збірної Португалії (U-19) Коштінья став срібним призером юнацького чемпіонату Європи, що проходив на полях Вірменії.
У 2022 році провів одну гру в молодіжній збірній Португалії.

## Титули
Португалія (U-19)
 Віце - чемпіон Європи: 2019
Олімпіакос
 Чемпіон Греції: 2024/25
 Переможець Кубка Греції: 2024/25